# Mistral Air
Poste Air Cargo (mã ICAO = MSA) là hãng hàng không vận chuyển hàng hóa của Ý, trụ sở ở Roma. Hãng vận chuyển hàng hóa theo các tuyến đường cố định cho TNT Global Express và Bưu điện Ý. Căn cứ chính của hãng ở Sân bay Ciampino, và 1 căn cứ khác ở Sân bay Bologna.
Hãng cũng hợp đồng với Tòa thánh Vatican để chở các người hành hương tới Lourdes, Fatima, Santiago di Compostela, Israel, Ba Lan và México. Chuyến bay đầu tiên là từ Rome tới Lourdes ngày 27 tháng 8 chở hồng y Camillo Ruini.

## Lịch sử
Mistral Air được Bud Spencer thành lập năm 1981 và bắt đầu hoạt động từ năm 1984. Ban đầu, hãng do TNT Post Group hoàn toàn làm chủ tới tháng 3/2002 TNT Post Group bán 75% cổ phần cho Poste italiane.

## Đội máy bay
(Ngày 12.5.2008)
- 3 Boeing 737
- 2 BAe 146 200